# Scaphytopius desertanus
Scaphytopius desertanus är en insektsart som beskrevs av Ball 1931. Scaphytopius desertanus ingår i släktet Scaphytopius och familjen dvärgstritar. Inga underarter finns listade i Catalogue of Life.